# Cuphea spermacoce
Cuphea spermacoce är en fackelblomsväxtart som beskrevs av St.-hil.. Cuphea spermacoce ingår i släktet blossblommor, och familjen fackelblomsväxter.

## Underarter
Arten delas in i följande underarter:
- C. s. arguta
- C. s. erectifolia